# Elezioni politiche in Italia del 1865
Le elezioni politiche in Italia del 1865 si svolsero il 22 ottobre (1º turno) e il 29 ottobre (ballottaggi) 1865.

## Partecipazione al voto
|                  | 1º Turno | Ballottagio   |
| ---------------- | -------- | ------------- |
| Votanti          | 271.923  | 187.529       |
| Elettori         | 504.263  | circa 340.343 |
| Affluenza        | 53,9%    | 55,1%         |
| Seggi proclamati | 177      | 316           |

## Risultati
| Liste                 | Voti    | %    | Seggi |
| --------------------- | ------- | ---- | ----- |
| Destra storica        |         | 34,5 | 183   |
| Sinistra storica      |         | 27,8 | 156   |
| Estrema               |         | 2,6  | 14    |
| Eletti non definibili |         | 1,2  | 90    |
| Altri                 |         | 33,9 | -     |
| Totale                |         | 100  | 443   |
| Votanti               | 276.523 | 54,8 |       |
| Elettori              | 504.265 |      |       |